# Relaciones España-Puerto Rico
Las relaciones España-Puerto Rico son las relaciones bilaterales actuales e históricas entre España y el Estado libre asociado de Puerto Rico. La condición de Puerto Rico de Estado Libre Asociado hace que la práctica totalidad de sus relaciones exteriores dependan directamente del Gobierno de los Estados Unidos. Sin embargo, España mantiene un consulado en San Juan.
Ambas naciones son miembros de pleno derecho de la ABINIA, la ASALE, la CEPAL, la COMJIB y la SEGIB. También comparten su pertenencia al sistema de Cumbres Iberoamericanas.

## Relaciones históricas
El 25 de septiembre de 1493 Cristóbal Colón llega al mar, en Cádiz, con 17 barcos y 1200-1500 hombres, para su segundo viaje. En este viaje descubrió Puerto Rico y la nombró "San Juan Bautista", en honor a Juan, Príncipe de Asturias (1478-1497), hijo de Fernando II de Aragón e Isabel I de Castilla. Tomó posesión en nombre de la Corona de Castilla el 19 de noviembre de 1493 al desembarcar en la playa de la ciudad actual de Aguada.
El primer asentamiento, Caparra, se crea el 8 de agosto de 1508 por Juan Ponce de León, un teniente de Colón que más tarde se convirtió en el primer gobernador de la isla. Al año siguiente, la isla fue abandonada en favor de una isla cerca de la costa llamada Puerto Rico que tiene un puerto natural. En 1511 un segundo establecimiento, San Germán, se funda en el suroeste de la isla. Durante la década de 1520 la isla tomó el nombre de Puerto Rico, mientras que el puerto se convierte en San Juan.
Redujeron a los taínos como esclavos y les proporcionaron protección militar a cambio de su trabajo. El 27 de diciembre de 1512, Fernando II de Aragón promulga las Leyes de Burgos que modifican el sistema de encomiendas en un sistema llamado repartimientos con el objetivo de poner fin a la explotación de los nativos. La ley prohíbe el uso de cualquier forma de castigo contra los nativos regular sus horas de trabajo, su nómina, su salud y su estado de salud y los obligan a ser catequizados. En 1511 los taínos se rebelaron contra los españoles. El cacique Urayoán reanuda los planes de Agüeybaná y ordenó a sus soldados ahogar el soldado español Diego Salcedo para determinar si los españoles son inmortales. Después del ahogamiento del soldado mantienen el cuerpo durante 3 días para confirmar su muerte. Sin embargo, la revuelta fue fácilmente aplastada por Ponce de León, y unas décadas más tarde la población nativa había sido diezmada por la enfermedad, la violencia y una alta tasa de suicidios.
Con el fin de iniciar la evangelización de la isla, el Papa Julio estableció el 8 de agosto de 1511 tres diócesis en el Nuevo Mundo, una de las cuales incluía Puerto Rico, las otras dos se encuentran en la isla La Española. Estos obispos están bajo la autoridad del arzobispo de Sevilla.
Esclavos africanos llegaron a la isla desde 1513. Debido a la disminución de la población taína, más y más esclavos fueron traídos a la isla. Sin embargo, el número de esclavos en la isla es bajo comparado con el de las islas vecinas. Progresivamente se afianza el control español en la isla, que hace frente a los caribes, una tribu de piratas del Caribe, ataca los asentamientos españoles en las costas y ríos de Dagua Macao en 1514 y luego en 1521.

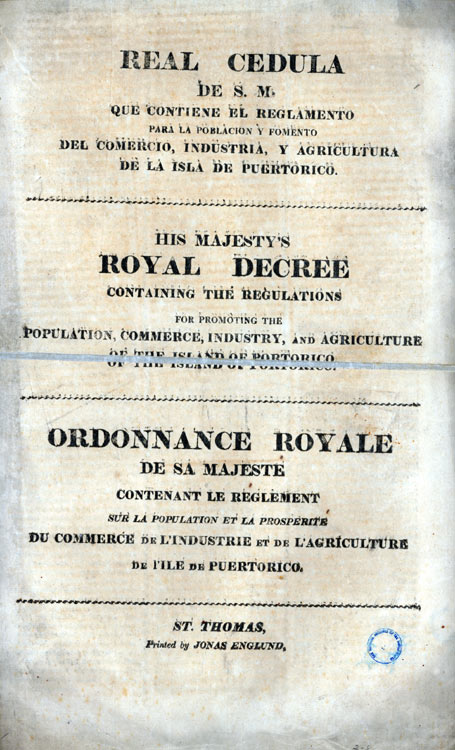
La real cédula del año de gracia de 1815 que permitía a los extranjeros inmigrar a Puerto Rico.

El siglo XIX es una oportunidad de muchos cambios políticos y sociales en Puerto Rico. En 1809 el gobierno español que se opone a Napoleón se retiró a Cádiz en el sur de España. Mientras renueva su lealtad al rey, la Junta Suprema Central invita a votar para la elección de representantes de las colonias.  Fue nombrado delegado a nivel local en las Cortes de Cádiz. 
El 4 de mayo de 1809, en plena Guerra de la Independencia Española, Ramón Power y Giralt fue elegido por los cinco cabildos de Puerto Rico para representar a la isla en la Junta Suprema Central y Gubernativa del Reino. Toma posesión de su escaño el 24 de septiembre de 1810 y sirve hasta su fallecimiento el 10 de junio de 1813 en Cádiz.
La conocida como Ley Power designó los siguientes cinco puertos de libre comercio: Fajardo, Mayagüez, Aguadilla, Cabo Rojo y Ponce, y la aplicación de reformas económicas con el objetivo de desarrollar una economía más efectiva.
En 1811, el Gobernador de Puerto Rico Salvador Meléndez Bruna (1809-1820) organiza una expedición que encomienda al comandante Juan Roselló con la misión de colonizar la isla de Vieques y de ese modo proteger el territorio ante las reclamaciones de daneses, ingleses y piratas que merodeaban el área.
En 1812 la Constitución de Cádiz se adopta. Divide a España y sus territorios en provincias, cada una con una corporación o un consejo local para promover su prosperidad y defender sus intereses. 

"...El territorio español comprende en la Península con sus posesiones e islas adyacentes, Aragón, Asturias, Castilla la Vieja, Castilla la Nueva, Cataluña, Córdoba, Extremadura, Galicia, Granada, Jaén, León, Molina, Murcia, Navarra, Provincias Vascongadas, Sevilla y Valencia, las islas Baleares y las Canarias con las demás posesiones de África. 

En la América septentrional, Nueva España, con la Nueva Galicia y península del Yucatán, Guatemala, provincias internas de Occidente, isla de Cuba, con las dos Floridas, la parte española de Santo Domingo, y la isla de Puerto Rico, con las demás adyacentes a éstas y el Continente en uno y otro mar. 

En la América meridional, la Nueva Granada, Venezuela, el Perú, Chile, provincias del Río de la Plata, y todas las islas adyacentes en el mar Pacífico y en el Atlántico.

En el Asia, las islas Filipinas y las que dependen de su gobierno..."
Artículo 10

Esta Constitución, en su artículo 18, reconoce como ciudadanos aquellos españoles que por ambas líneas traen su origen de los dominios españoles de ambos hemisferios y están avecindados en cualquier pueblo de los mismos dominios.

### Nacimiento de movimientos independentistas

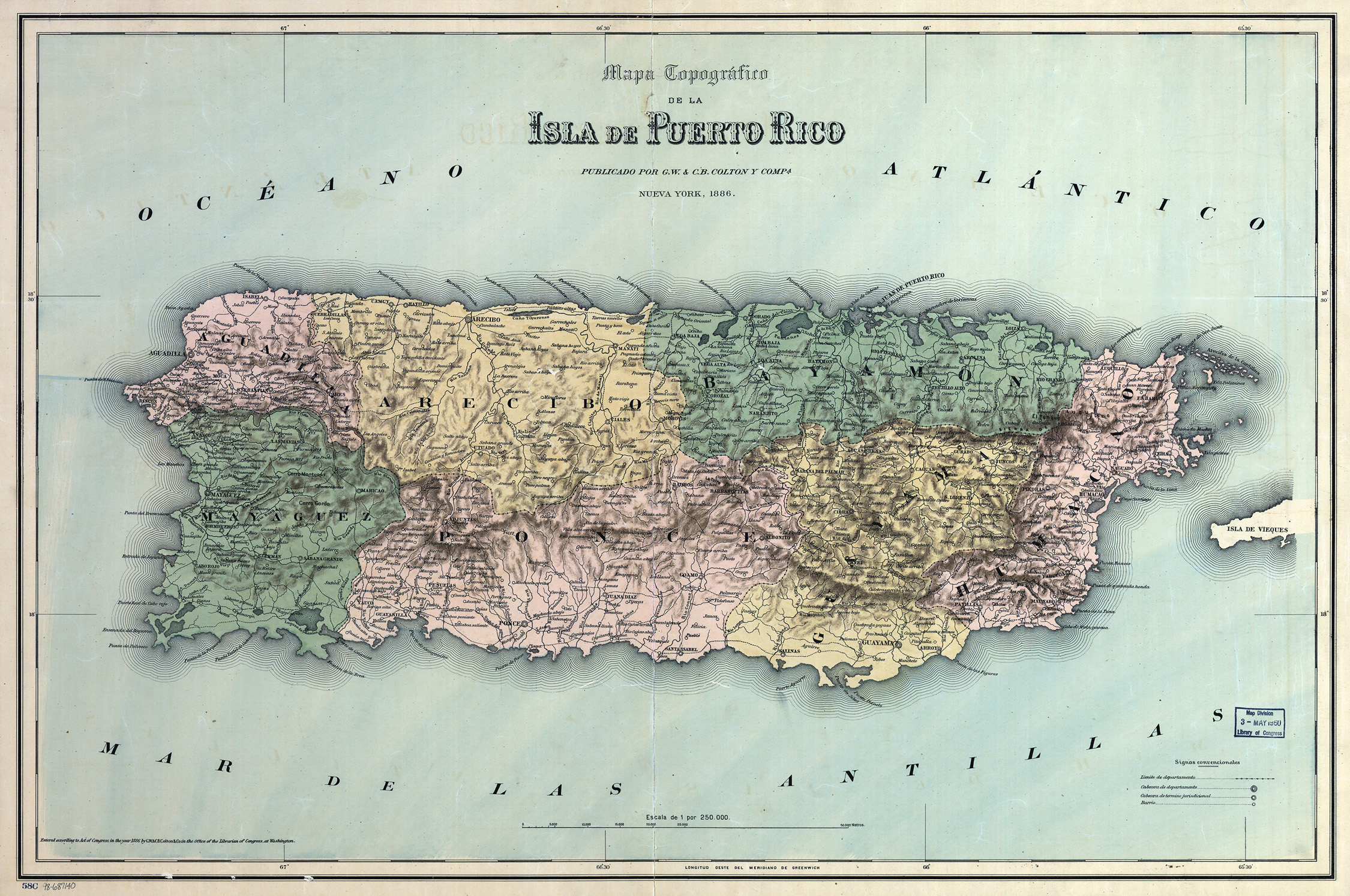
Divisiones administrativas, 1886.

La segunda mitad del siglo XIX está marcada por la lucha por la independencia de Puerto Rico. El 23 de septiembre de 1868 cientos de hombres y mujeres de la ciudad de Lares, empobrecidos y políticamente separados de España tras la Revolución quieren la independencia de Puerto Rico. El Grito de Lares (el Levantamiento de Lares) está planificado por un grupo liderado por el Dr. Ramón Emeterio Betances, exiliado de la República Dominicana y Segundo Ruiz Belvís. El Dr. Betances fundó el Comité Revolucionario de Puerto Rico en enero de 1868. Sin embargo, a pesar de la importancia de esta revuelta, los españoles retoman rápidamente el control de la isla. A pesar de este hecho los movimientos de independencia en la isla tuvieron escaso apoyo, siendo el movimiento autonómico el de mayor aceptación hasta la guerra contra los Estados Unidos en 1898.
En marzo de 1887 el Partido Federal Reformista se reformó y se convirtió en el Partido Autonomista Puertorriqueño. Se trató de crear una identidad política y jurídica de Puerto Rico. Fue dirigido por Román Baldorioty de Castro, José Celso Barbosa, Rosendo Matienzo Cintrón y Luis Muñoz Rivera.

### Carta autonómica de 1897
La Carta Autonómica fue un Real Decreto suscrito el 24 de noviembre de 1897 por María Cristina de Habsburgo-Lorena en nombre de su Augusto Hijo el Rey Don Alfonso XIII de España como Reina Regente del Reino, siendo Presidente del Consejo de Ministros Práxedes Mateo Sagasta.
Esta Carta regula el gobierno y administración de la Isla de Puerto Rico, cuyo Gobierno de la Isla se compondrá de un Parlamento Insular, dividido en dos Cámaras, y de un Gobernador General, representante de la Metrópoli, que ejercerá en nombre de esta la Autoridad Suprema.

### Guerra hispano-estadounidense y gobierno de los EE. UU.

La bandera de 45 estrellas, usada por los Estados Unidos durante la invasión de Puerto Rico, fue también la bandera oficial de Puerto Rico desde 1899 hasta 1908.

Tras la ratificación del Tratado de París (1898), Puerto Rico quedó bajo control militar de Estados Unidos. Esta situación trajo consigo cambios significativos: el nombre de la isla fue cambiado a Porto Rico (sería cambiado de nuevo a Puerto Rico en 1932) y la moneda fue cambiada del peso puertorriqueño al dólar estadounidense. Al fundar José Martí el Partido Revolucionario Cubano, incluía entre los objetivos del mismo el fomentar y auxiliar la independencia de Puerto Rico del dominio español. El movimiento independentista ha perdurado aún después del establecimiento del estatus político actual y el Partido Independentista Puertorriqueño mantiene aún un espacio en la política puertorriqueña (cerca del 4 % del electorado).

### Movimientos reunificacionistas
El término "reunificación española" se refiere a los cambios políticos y sociales acontecidos desde 2012 en Puerto Rico, cuyo objetivo es la reintegración en España como comunidad autónoma. Los movimientos reunificacionistas rechazan la estadidad propuesta por Estados Unidos, así como la independencia total del territorio al que siguen considerándolo parte de España.
La principales características de los movimientos reunificacionistas son:
- Reclaman la modernización de la Carta Autonómica de Puerto Rico concedida en 1897 y que fue aceptada por los puertorriqueños, la cual aún seguiría vigente y serviría para desarrollar el marco autonómico.[10]
- Puerto Rico como Comunidad Autónoma tomando a las islas Canarias como principal referente.[11]
- La escasa implantación de movimientos de independencia en el siglo XIX en Puerto Rico, siendo la mayoría de puertorriqueños de aquella época autonomistas y leales a España.[10]
- El estatus actual como "Estado asociado" de Estados Unidos, al que consideran abusivo y no representativo del pueblo puertorriqueño.
- El hecho de no haber sido nunca un "Estado o nación independiente", lo que le permitiría la "reunificación" con la actual España.
- Hermanamiento cultural con Andalucía y las islas Canarias, regiones con las que comparte lazos históricos y culturales.

En la actualidad existen 3 asociaciones legalmente inscritas que defienden la reunificación de Puerto Rico y España. Estas son: "Movimiento Puertorriqueño Reunificacionista con España" (MPRE), "Adelante Reunificacionistas", ambas de Puerto Rico, y "Reunificacionistas.org" de España. Recientemente, estas asociaciones reunificacionistas han decidido colaborar de forma activa y han constituido una "Confederación de Asociaciones Reunificacionistas" (COAR).
Actualmente, asociaciones como "Iniciativa Puerto Rico-España" o "Asociación Cultural en Acción: Puerto Rico-España" han sido creadas para afianzar una relación bilateral en base a los lazos culturales comunes, excluyendo cualquier ideología política.

## Relaciones bilaterales
Las competencias en asuntos de política exterior, ya sean de naturaleza política, económica o comercial, corresponden al Gobierno Federal de Estados Unidos, país con el que las relaciones son muy estables.

## Visitas oficiales recientes
Viajes de autoridades Puertorriqueñas a España:
El 24-26 de junio de 2013 el Gobernador de Puerto Rico viajó a España invitado por el Banco Santander Puerto Rico para participar en la XII Cumbre América Latina-Banco Santander. Por otro lado, el Gobernador estuvo acompañado por el Secretario de Estado de Puerto Rico, David Bernier, quien se reunió con el Secretario de Estado para Asuntos de Iberoamérica y Cooperación y con el Secretario de Estado de Hacienda, y por el Secretario de Desarrollo Económico de Puerto Rico, Alberto Bacó, quien tuvo una agenda empresarial.

## Relaciones comerciales
Puerto Rico pertenece al territorio aduanero de los EE. UU. por lo que el tráfico de mercancías entre España y Puerto Rico queda incluido dentro de EE. UU. en los datos de Aduanas en España. Los datos de la balanza comercial bilateral se obtienen en virtud de la información facilitada por la Junta de Planificación, que hace públicos dichos datos con un importante retraso respecto la publicación del comercio exterior entre EE. UU. y España.  Por otro lado, hay que señalar a la hora de analizar estos datos, que los productos que llegan a Puerto Rico a través de Estados Unidos se contabilizan como estadounidenses cuando en realidad pueden tener un origen distinto. En consecuencia se hace casi imposible conocer con exactitud el comercio exterior de Puerto Rico. Las cifras facilitadas por la Junta de Planificación son las recabadas en la Aduana Federal por el Departamento de Comercio Federal, y es la única fuente de datos disponible.
En 2013, las exportaciones españolas a Puerto Rico fueron de 280,167 millones de dólares, un 14,73 % menos que en 2012. En 2012 las exportaciones alcanzaron un monto de 328,6 millones de dólares, lo que supone un 26,44 % menos que el año anterior.  Sin embargo, en 2011 dichas exportaciones habían experimentado un fuerte aumento (85,84 %), con un valor total de 446,76 millones de dólares respecto a 2010.  La disminución de la exportación española a Puerto Rico en 2013 obedece a una reducción importante en la partida de "hidrocarburos" (la principal partida arancelaria) y en la de "equipamiento de energías renovables".
Mientras que las importaciones españolas desde Puerto Rico se incrementaron un 75,5 % hasta los 1535 millones de dólares.  En 2012 se incrementaron un 10 % respecto al año anterior hasta los 874,8 millones de dólares.  El año 2013 el 98,4 % de las importaciones españolas de productos puertorriqueños eran productos farmacéuticos y químicos.